# 라이안 바벌
라이안 휘노 바벌(Ryan Guno Babel, 1986년 12월 19일, 암스테르담 ~ )은 네덜란드의 은퇴한 프로 축구 선수이다. 현역 시절 그는 오른발잡이로 모든 위치에서 공격수로 뛰었으나, 왼쪽 또는 오른쪽 윙어로 뛰기도 했다. 그는 2005년부터, 네덜란드 축구 국가대표팀의 일원이 되었다. 국가대표팀에선 2006년 FIFA 월드컵 유럽 지역 예선에서 루마니아를 상대로 국제 경기 데뷔골을 넣은 바 있다.